# Do (artes marciales)
DO, se refiere al "camino"; al "camino medio",a la forma de conducirse el aprendiz de artes marciales; para alcanzar la perfección. 
En Oriente, se entiende que el universo se mueve por la interacción de dos fuerzas; el yin y el yang; y que de la interacción de esas dos fuerzas surge el "Tao" en China, "Do" para los Japoneses, coreanos, etc..
Ese camino medio, quiere decir "equilibrio" que nace del enfrentamiento de los dos conceptos; ying-yang, omote-ura en Japón. Ying-yang produce Tao; Omote-ura produce Do. 
Este es un concepto globalizador que es la base del pensamiento oriental, y se extiende a gran parte, sino a todas las ramas del pensamiento, artes, ciencias en los pueblos orientales (medicina tradicional, matemáticas etc.).
Omote viene a significar pongamos al caso "recto";Ura, viene a traducirse por contrario o "curvo".